# Назаров, Михаил Иванович
Михаил Иванович Назаров (ум. 14 января 1887, Самара) — городской голова Самары с 25 июля 1873 года по 23 августа 1874 года.

## Избрание
Купец 1-й гильдии Михаил Иванович Назаров занимал пост Самарского головы с 25 июля 1873 года по 23 августа 1874 года, будучи избранным на оставшийся срок от Василия Буреева.

## Деятельность во время голода
В то время в Поволжье был страшный голод. Назаров стал одним из создателей «Комитета об оказании помощи голодающим Самарской губернии» при губернском правлении (1873—1874, 1880 гг.). Как представитель комитета, он организовывал бесплатные обеды для нуждавшихся горожан.

## «Война» местного земства с губернатором
Такая деятельность была не безопасна для карьеры, так как в то время развернулась вражда местного земства под руководством Андрея Николаевича Хардина и, с другой стороны, губернатора Фёдора Дмитриевича Климова. Михаил Иванович в то время состоял ещё и гласным самарского губернского земства. «Война» дошла вплоть до неповиновения некоторых губернских земств губернатору. На стороне земств стоял недавний губернатор Григорий Сергеевич Аксаков.

## Уход раньше срока
В разгар этого конфликта М. И. Назаров не побоялся 2 июля 1874 года выступить с инициативой создания в Самаре комплекса стипендий им. Аксакова, на Назарова обрушилась волна критики. На заседании думы 23 августа 1874 г. ему был высказан упрёк в том, что при переговорах с комитетом строившейся Оренбургской железной дороги (см. Самаро-Златоустовская железная дорога) на тему уступок ей городской земли Назаров отстаивал её интересы, а не городские. Оскорбленный Михаил Иванович тут же на заседании снял цепь и заявил о своём немедленном уходе раньше срока.

## Деятельность после ухода
В 1877 года вернулся в думу и длительное время был гласным. В 1878 году он был упомянут в звании потомственного почётного гражданина Самары. Он скончался 14 января 1887 года в Самаре